# Kim Eun-mi
Kim Eun-mi (kor. 김은미; * 17. Dezember 1975) ist eine ehemalige südkoreanische Handballspielerin, die für die südkoreanische Nationalmannschaft auflief.

## Karriere

### Im Verein
Kim Eun-mi lief für die Korea National Sport University auf, die sich in Seoul befindet. Im Jahr 1999 schloss sie sich dem deutschen Bundesligisten Borussia Dortmund an. Bis zum Jahr 2002 bestritt die Rechtsaußenspielerin insgesamt 59 Bundesligapartien für Dortmund.

### In Auswahlmannschaften
Kim Eun-mi gewann mit der südkoreanischen Auswahl die Goldmedaille bei den Asienspielen 1994 und bei den Asienspielen 1998. Bei der Weltmeisterschaft belegte sie mit Südkorea im Jahr 1995 den ersten Rang und 1997 den fünften Rang. Einen weiteren Titelgewinn gelang ihr bei der Asienmeisterschaft 1995. Beim 34:24-Finalerfolg gegen die chinesische Nationalmannschaft erzielte sie drei Treffer. Weiterhin gewann sie die Silbermedaille bei den Olympischen Spielen in Atlanta. Bei diesem Wettbewerb wurde sie in das All-Star-Team gewählt.